# Franse interventie in Syrië

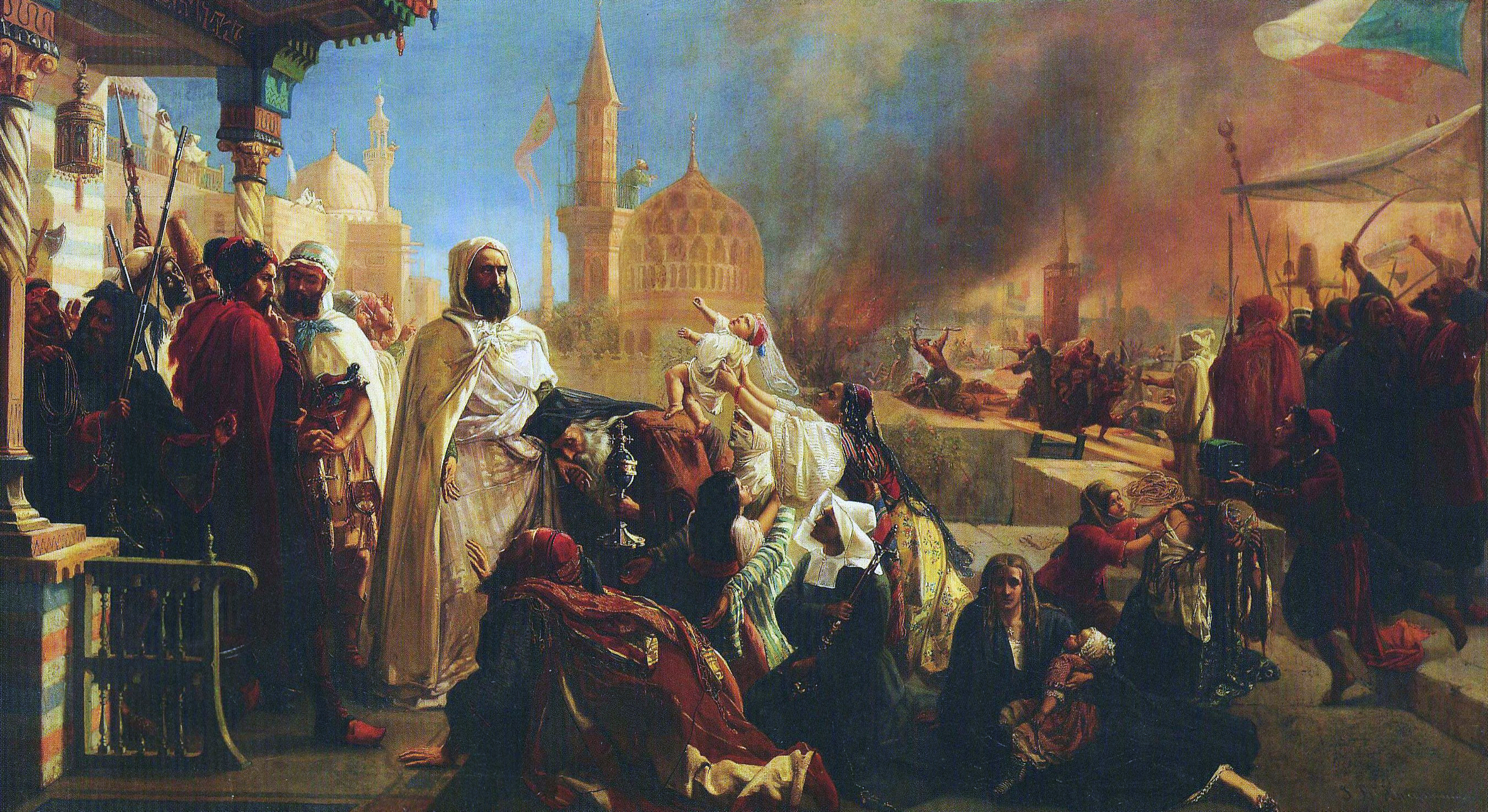
Christenen bedanken Abd al-Kader, die de levens redde vele christenen in 1861.

De Franse interventie in Syrië vond plaats tussen augustus 1860 en juni 1861 en was een vergelding door Frankrijk voor de moord op duizenden christelijke Maronieten, Grieks-orthodoxen en Grieks-katholieken door druzen en moslims in de Libanon van maart tot juli 1860 en in Damascus van 9 tot 18 juli 1860. Groot-Syrië maakte in die tijd deel uit van het Ottomaanse Rijk. Het Franse expeditiekorps werd aangevoerd door Charles de Beaufort d'Hautpoul. De Franse keizer Napoleon III beschouwde dit militair optreden als een humanitaire interventie.
De betrokkenheid van het Tweede Franse Keizerrijk in de Tweede Italiaanse Onafhankelijkheidsoorlog in 1859 en in de Risorgimento, de eenmaking van Italië, maakte dat de Franse ultramontane katholieken zich tegen keizer Napoleon III keerden, daar dit Frans optreden gepaard ging met de ondergang van de Pauselijke Staten. Een interventie in Syrië om er de lokale christenen te steunen kaderde binnen de pogingen van de keizer om hun steun te herwinnen, hetgeen de keizer niet zou lukken.